# جان استاکول (هنرپیشه)
جان استاکول (انگلیسی: John Stockwell؛ زادهٔ ۲۵ مارس ۱۹۶۱) هنرپیشه و کارگردان اهل ایالات متحده آمریکا است.

## فیلم‌شناسی
از فیلم‌هایی که وی در آن نقش داشته است، می‌توان به تاپ گان، شاهزاده خانم کوارتربک و از دست دادن آن اشاره کرد.